# Clive Longe
Clive Citroen Olof Longe (* 23. Februar 1939 in Britisch-Guayana; † 27. Dezember 1986 in Hamilton, Bermuda) war ein britischer Zehnkämpfer.
Clive Longe gewann 1966 für Wales startend Silber bei den British Empire and Commonwealth Games in Kingston. Bei den Europameisterschaften in Belgrad wurde er Neunter.
Im Jahr 1968 kam er bei den Olympischen Spielen in Mexiko-Stadt auf den 13. Platz. Bei den Europameisterschaften 1969 in Athen gab er nach der neunten Disziplin auf.
1964 wurde er Walisischer Meister im Zehnkampf und 1966 im Kugelstoßen sowie im Diskuswurf. Seine persönliche Bestleistung von 7308 Punkten stellte er am 29. Juni 1969 in Kassel auf.
Er war mit der Norwegerin Erika Gronner verheiratet. Die gemeinsame Tochter Tania Longe wurde 2000 Norwegische Meisterin im Siebenkampf.